# Vladimir Šišljagić
Vladimir Šišljagić (Osijek, 31. ožujka 1957.) hrvatski političar, liječnik i znanstvenik. Bivši je župan Osječko-baranjske županije.

## Životopis
Rođen je 31. ožujka 1957. godine u Osijeku. Završio je Medicinski fakultet u Sarajevu (Bosna i Hercegovina). (VSS doktor medicine; kirurg; traumatolog).Nakon završenog liječničkog staža i odsluženja vojne obveze je u razdoblju od 1985. do 1988. godine radio u primarnoj zdravstvenoj zaštiti u tadašnjoj vojnoj ambulanti Osijek. Specijalistički je ispit iz opće kirurgije položio 1993. godine na KBC-u Rebro u Zagrebu, dok magistrom znanosti postaje 1999. godine.
U srpnju je 2005. godine na Medicinskom fakultetu u Osijeku obranio doktorsku disertaciju, a 2006. postaje nastavnikom na Katedri za kirurgiju Medicinskog fakulteta Sveučilišta Josipa Jurja Strossmajera u Osijeku. Član je Hrvatskog liječničkog zbora, Hrvatske liječničke komore, Hrvatskog kirurškog društva, Hrvatskog traumatološkog društva i Hrvatskog društva za medicinska vještačenja.
Tijekom Domovinskog rata je obnašao dužnost suradnika Županijskog stožera pri Kriznom stožeru Ministarstva zdravstva Republike Hrvatske. Hrvatski je branitelj i nositelj Spomenice Domovinske zahvalnosti.

## Politička karijera
U politički se život Osječko-baranjske županije uključio 1995. godine kada je izabran za člana Poglavarstva Osječko-baranjske županije kao nestranačka osoba, a članom HDZ-a postaje 1997. godine. Na lokalnim izborima za Grad Osijek 2001. izabran je za vijećnika Gradskog vijeća. 22. prosinca 2003. godine ulazi u Hrvatski sabor s liste HDZ-a, mandat mu je završio 11. siječnja 2008. godine. Na lokalnim i područnim izborima 2009. godine izabran je za župana Osječko-baranjske županije.

## Osnivanje HDSSB-a
Zbog neslaganja s politikom HDZ-a prema Slavoniji i Baranji, neposredno pred lokalne izbore 2005. godine, zajedno sa svojim dugogodišnjim suradnicima i prijateljima Branimirom Glavašem i Ivanom Drmićem isključen je iz HDZ-a. Zajedno s njima pristupa osnutku udruge građana Hrvatski demokratski sabor Slavonije i Baranje, a Nezavisna lista Branimira Glavaša odnosi pobjedu na izborima za Osječko-baranjsku županiju i Grad Osijek u svibnju 2005. godine, kada preuzima dužnost zamjenika gradonačelnika Osijeka koju obnaša do listopada 2007. godine kada je Vlada RH donijela odluku o raspuštanju Gradskog vijeća Grada Osijeka. U lipnju 2007. godine, na 2. Saboru HDSSB-a, jednoglasno je izabran za predsjednika stranke.